# Neohirasea hongkongensis
Neohirasea hongkongensis är en insektsart som beskrevs av Brock och Francis Seow-Choen 2000. Neohirasea hongkongensis ingår i släktet Neohirasea och familjen Phasmatidae. Inga underarter finns listade i Catalogue of Life.